# アンバーワールド
「アンバーワールド」は、佐藤ひろ美の楽曲。佐藤が作詞、藤間仁が作曲を手掛けた。佐藤の通算23枚目のシングルとして2008年12月17日にアルミナレコーズから発売された。販売元はフロンティアワークス。

## 概要
佐藤のシングルとしては前作「太陽ノ紅響曲」以来、約5か月半ぶりのリリースとなる。
表題曲の「アンバーワールド」は、PC用ゲームソフト『アンバークォーツ』のオープニングテーマとして使用された。楽曲がロック調にアレンジされ、男性視点の歌詞となっている。同曲について、佐藤は「今までロックっぽい曲はたくさん歌ってきましたが、女の子視点だったり、どこかに女の子のかわいらしさがある曲や、豪華絢爛な曲が多かったんですが、こんな男の子視点の青春ロックは自分のレパートリーの中にはなかったんです。元々、私はデビューする前、バンドを組んでいたのを藤間（仁）君が知っていて、「佐藤さんのルーツはバンドだからバンドの中で歌っている佐藤ひろ美を出したかった」と言ってくれて。この曲を歌った時、昔、音楽を始めた頃の熱い気持ちを思い出しました。」と語っている。
カップリング曲の「生きる」は、FRIENDSの元メンバー、池田森の同名曲のカバー。ピアノと歌だけのカバーバージョンになっている。
オリコンチャートは圏外となった。
表題曲は佐藤のアルバム未収録となっており、カップリング曲はアルバム『佐藤ひろ美 THE BEST -Ever Green-』に収録されている。

## シングル収録内容
| #         | タイトル                        | 作詞       | 作曲      | 編曲      | 時間  |
| --------- | ------------------------------- | ---------- | --------- | --------- | ----- |
| 1.        | 「アンバーワールド」            | 佐藤ひろ美 | 藤間仁    | 藤間仁    | 3:36  |
| 2.        | 「生きる」                      | 池田森     | 池田森    |           | 4:26  |
| 3.        | 「アンバーワールド」(off vocal) |            |           |           | 3:36  |
| 4.        | 「生きる」(off vocal)           |            |           |           | 4:24  |
| 合計時間: | 合計時間:                       | 合計時間:  | 合計時間: | 合計時間: | 16:02 |

## 収録アルバム
| 曲名             | 収録アルバム                                              | 発売日        | 備考             |
| ---------------- | --------------------------------------------------------- | ------------- | ---------------- |
| アンバーワールド | ソフト初回版同梱CD『アンバークォーツ -サウンドトラック-』 | 2009年1月23日 | Short Ver.で収録 |
| アンバーワールド | コットン100%CD4                                           | 2009年1月23日 | Short Ver.で収録 |
| アンバーワールド | Elements Garden II ～TONE CLUSTER～                       | 2009年9月2日  |                  |
| 生きる           | 佐藤ひろ美 THE BEST -Ever Green-                          | 2010年9月22日 |                  |